# ルヴェリエ (小惑星)
ルヴェリエ (1997 Leverrier) は、小惑星帯にある小惑星。インディアナ小惑星計画によってゲーテ・リンク天文台で発見された。
海王星の発見者の一人とされるフランス人の天文学者ユルバン・ルヴェリエに因んで名付けられた。